# Drzewo Czarownic (Koszalin)
Drzewo Czarownic (niem. Hexenbaum) – rosnący do 2011 w koszalińskim Parku Książąt Pomorskich klon jawor, pomnik przyrody.
Drzewem Czarownic nazywano potężne, ponadtrzystuletnie drzewo, które powstało przez zrośnięcie czterech pojedynczych pni i dzięki temu uzyskało zaskakujące rozmiary. Do 1810 Drzewo Czarownic rosło w parku zamkowym bezpośrednio przy murach miejskich, po 1818 znajdowało się na terenie istniejącego tu wówczas cmentarza, następnie znalazło się w granicach Parku Książąt Pomorskich. Już przed 1945 było uważane za pomnik przyrody i było objęte ochroną konserwatora przyrody. W latach 50. i 60. dokonano wypełnienia betonem pustego wnętrza pnia, na początku lat 70. klon jawor stracił dwa z czterech szczepów i pomimo zastosowanych zabiegów konserwacyjnych w późniejszych latach utracił trzeci szczep. Ostateczną zagładę przyniosła Drzewu Czarownic wichura, która przeszła przez Koszalin 9 lutego 2011. Złamaniu uległ wtedy ostatni żywy konar, postanowiono wówczas zachować pozostały pień, z którego wyrosły młode pędy pozwalające uformować nowe drzewo. Planowane jest postawienie tablicy informującej o historii Drzewa Czarownic.

## Nazwa
Drzewo Czarownic swoją nazwę zawdzięcza legendzie, jakoby na jego konarach wieszano w przeszłości kobiety posądzane o czary. Ze względu na bliskie położenie Domu Kata nazywane było również Drzewem Katowskim.